# Фекленко, Николай Владимирович
Никола́й Влади́мирович Фекле́нко (12 декабря 1901, д. Тифинка, Тамбовский уезд, Тамбовская губерния, Российская империя — 12 октября 1951, Москва) — советский военачальник, участник боёв на Халхин-Голе и Великой Отечественной войны, генерал-лейтенант танковых войск (05.11.1943).

## Гражданская война
В Красной Армии с августа 1918 года. В годы Гражданской войны воевал красноармейцем 5-го кавалерийского полка, с сентября 1919 — в конном отряде по борьбе с бандитизмом Воронежской губернии. С мая 1920 года был помощником командира взвода  в маршевом эскадроне в Воронеже, с июня 1920 — помощник командира взвода 5-го кавалерийского полка. Воевал на Западном и Южном фронтах.

## Служба в 1920-е—1930-е годы
В 1922 году окончил курсы политруков в Ставрополе. С марта 1922 года — политрук эскадрона 5-го кавалерийского полка. В 1925 году закончил повторное отделение окружной военно-политической школы. С мая 1925 года командовал эскадроном в 25-м кавалерийском полку. В 1928 году окончил кавалерийские курсы усовершенствования комсостава, назначен начальником полковой школы 27-го кавалерийского полка. С декабря 1931 года — помощник по хозяйственной части командира 26-го кавалерийского полка, с июня 1932 — командир 5-го механизированного полка 5-й кавалерийской дивизии. В 1933 году окончил автобронетанковые курсы усовершенствования при Военной академии механизации и моторизации РККА. 
С июня 1937 года служил в 57-м особом стрелковом корпусе, размещённом на территории Монголии: командир 7-й механизированной бригады, с декабря 1937 — командир 32-й особой танковой бригады, с сентября 1938 — командир корпуса. Командовал корпусом, в том числе на начальном этапе боёв на Халхин-Голе (май 1939 года), но уже 6 июня 1939 года отстранён от командования по докладу Г. К. Жукова за потерю управления и незнание обстановки. 
Несколько месяцев находился в распоряжении Народного комиссара обороны СССР, и только в ноябре 1939 года был назначен командиром 14-й тяжёлой танковой бригады. В июне 1940 года назначен командиром 15-й танковой дивизии. С 11 марта 1941 года — командир 19-го механизированного корпуса (Киевский военный округ).
На XVIII съезде ВКП(б) (март 1939 года) избран кандидатом в члены ЦК ВКП(б). Постановлением XVIII конференции ВКП(б) (февраль 1941 года) выведен из состава кандидатов в члены ЦК ВКП(б).

## Великая Отечественная война
В начале войны командовал этим корпусом на Юго-Западном фронте. 19-й мехкорпус принимал участие в танковом контрударе под Дубно. 26 июня 40-я и 43-я танковые дивизии, несмотря на слабый танковый состав (основу парка корпуса составляли плавающие пулеметные бронемашины, а ствольных орудий ПТО танковые дивизии по довоенному штату в своем составе не имели) контратаковали 11-ю танковую дивизию немцев на окраинах Дубно и отбросили противника в центр города, однако в результате удара 13-й немецкой танковой дивизии были вынуждены отойти в исходное положение. Положение частей корпуса несколько облегчилось на следующие сутки в результате сковывания 13-й ТД немцев ударом на Млынов дивизий 9-го мехкорпуса Рокоссовского. Остатки корпуса Фекленко отошли на восток за реку Стырь и в дальнейшем отступали на восток, применяя тактику маневренной обороны.
С 15 августа по 20 сентября 1941 года Фекленко был командующим 38-й армией этого фронта, освобождён от должности как не справлявшийся со своими обязанностями. В ноябре 1941 года временно исполнял обязанности командующего Харьковским военным округом. В ноябре-декабре 1941 года командовал войсками Сталинградского военного округа (ноябрь - декабрь 1941 года). С января 1942 года — помощник командующего Южным фронтом по формированию.
С мая 1942 года — заместитель начальника Главного автобронетанкового управления Красной Армии. С июня 1942 года — командир 17-го танкового корпуса, который в составе оперативной группы войск Брянского фронта участвовал в оборонительной операции на воронежском направлении.  
В ходе неудач Брянского фронта вызвал неудовольствие И. В. Сталина:  "Фекленко подло себя ведет, все время лукавит, и если Вы немедленно не двинете Фекленко в сторону Быково или южнее Быково, будете отвечать перед Ставкой. Если Фекленко не подходит, прикажите Федоренко заменить его другим, но было бы лучше заставить Фекленко немедленно выступить и смыть с себя тот позор, которым он себя покрыл". 
Снят с должности и даже кратковременно арестован на КП корпуса новым командиром корпуса И. П. Корчагиным по приказу Ставки, однако уголовного преследования не последовало.  
С июля 1942 года Н. В. Фекленко — начальник Сталинградского учебного автобронетанкового центра, в период Сталинградской битвы при прорыве немцев к Сталинграду был в августе 1942 года командующим группой войск Тракторного района Сталинграда. С января 1943 — командующий войсками Тульского танкового военного лагеря. 
С 27 июля 1943 года — командующий бронетанковыми и механизированными войсками Степного фронта, с декабря 1943 года — начальник Главного управления формирования и боевой подготовки бронетанковых и механизированных войск Красной Армии.

## Послевоенное время
После войны Н. В. Фекленко в той же должности. С мая 1946 — в распоряжении командующего бронетанковыми и механизированными войсками Красной Армии. С сентября 1946 года — командующий бронетанковыми и механизированными войсками Белорусского военного округа. С апреля 1948 года — слушатель Высших академических курсов при Высшей военной академии им. К. Е. Ворошилова. 
В феврале 1949 года назначен командующим бронетанковыми и механизированными войсками Прикарпатского военного округа. С октября 1950 года в распоряжении командующего бронетанковыми и механизированными войсками Красной Армии. 
В июле 1951 года уволен в запас по болезни. 12 октября того же года скончался в Москве. Похоронен на Введенском кладбище (4 уч.).
Сын Владимир (1925—2020) служил в Советской Армии, участвовал в Великой Отечественной войне, после войны более 30 лет служил в ГРУ Генерального штаба, генерал-майор.

## Отзывы
По воспоминаниям И. С. Калядина, воевавшего под командованием Фекленко в первые дни Великой Отечественной войны:

Командовал 19-м механизированным корпусом генерал-майор Николай Владимирович Фекленко. Участник гражданской войны, а также разгрома японских империалистов на Халхин-Голе и боевых действий на Карельском перешейке, комкор имел за плечами немалый боевой опыт. Это был спокойный и требовательный человек, глубоко и всесторонне знающий военное дело. Высокий, стройный, подтянутый, с аккуратно подстриженными усами на красивом улыбающемся лице, генерал располагал к себе открытым характером, прямотой, доброжелательностью и принципиальностью— 
.

## Награды
- два ордена Ленина (16.08.1936, 21.02.1945);
- пять орденов Красного Знамени (26.06.1940, 22.07.1941, 24.06.1943, 3.11.1944, 6.11.1947);
- орден Кутузова I степени (27.09.1944);
- медаль «За оборону Сталинграда» (1942);
- медаль «За победу над Германией в Великой Отечественной войне 1941—1945 гг.» (1945);
- медаль «За победу над Японией» (1945);
- юбилейная медаль «XX лет Рабоче-Крестьянской Красной Армии» (22.02.1938);
- юбилейная медаль «30 лет Советской Армии и Флота» (1948).
- Знак «Участнику боёв у Халхин-Гола»

## Воинские звания
- Полковник — 27 февраля 1936;
- Комбриг — 16 августа 1938;
- Комдив — 10 сентября 1938;
- Генерал-майор танковых войск — 4 июня 1940;
- Генерал-лейтенант танковых войск — 5 ноября 1943.